# کین ایگن
کین جان فرانسیس ایگن(به انگلیسی: Kian John Francis Egan) (متولد ۲۹ آوریل ۱۹۸۰، اسلیگو, ایرلند)، خواننده ایرلندی و از اعضای گروه وست‌لایف است.